# Азатян, Виктор Георгиевич
Виктор Георгиевич Азатян (арм. Վիկտոր Գրիգորի Ազատյան) (17 июля 1928, Тифлис — 20 июля 2000, Ереван) ― советский и армянский врач, кардиохирург, доктор медицинских наук (1986), профессор (1988).
Известен своими работами по хирургическому лечению врожденных и приобретенных пороков сердца, различных патологий кровообращения при пороках сердца.

## Биография
Виктор Азатян родился 17 июля 1928 года в Тифлисе, Грузинская ССР, ЗСФСР, СССР.
В 1947 году окончил среднюю школу и поступил в Ереванский государственный медицинский институт, который окончил в 1953 году. Трудовую деятельность начал в Ноемберянском районе Армянской ССР, был заведующим хирургическим отделением, затем главным врачом района.
В 1959 году окончил клиническую ординатуру Ереванского государственного медицинского института. С 1961 года был младшим научным сотрудником в НИИ сердечно-сосудистой хирургии Министерства здравоохранения Армении.
C 1966 по 1974 год работал заведующим отделения кардиологии и кардиохирургии в НИИ сердечно-сосудистой хирургии.
В 1986 году защитил докторскую диссертацию на соискание учёной степени доктора медицинских наук. В 1988 году ему присвоено учёное звание профессора.
До 1992 года заведовал отделением сердечной хирургии Ереванского филиала Всесоюзного научного центра хирургии АМН СССР. После этого был  консультантом Института хирургии имени А. Л. Микаеляна.
Будучи выдающимся кардиологом, ученым и общественным деятелем, учеником академика Александра Микаеляна и одним из первых ассистентов, Азатян сыграл важную роль в развитии кардиохирургии в Армении.
Работы Виктора Георгиевича Азатяна посвящена различным вопросам хирургического лечения врожденных и приобретенных пороков сердца, патологии кровообращения при пороках сердца. Автор 135 научных публикаций.
Умер 20 июля 2000 года в Ереване.